# Simon Andreas Verweij
Simon Andreas Verweij (Sneek, 5 mei 1812 - Gendringen, 1 december 1872) was een Nederlands politicus en Thorbeckiaans Tweede Kamerlid.
Verweij was een Friese advocaat, die een half jaar namens het district Leeuwarden Tweede Kamerlid was. Dat was te kort om een prominente rol te spelen. Omdat hij er vanaf 1853 niet meer in slaagde terug te keren in het parlement, een vergeten grootheid.

## Tweede Kamer
| Periode                   |
| ------------------------- |
| 20-09-1852 t/m 25-04-1853 |